# Neurocordulia xanthosoma
Neurocordulia xanthosoma là loài chuồn chuồn trong họ Corduliidae. Loài này được Williamson mô tả khoa học đầu tiên năm 1908.